# Sayre (Oklahoma)
Sayre település az Amerikai Egyesült Államok Oklahoma államában, Beckham megyében, melynek megyeszékhelye is. Lakosainak száma 4809 fő (2020. április 1.).

## Népesség
A település népességének változása:

| 2010 | 4 375 |
| 2020 | 4 809 |